# Кукуев, Лев Архипович
Лев Архи́пович Куку́ев (17 мая 1921, село Анцирь, Енисейская губерния — 26 марта 1992, Иркутск) — русский советский прозаик, детский писатель.
Член Союза писателей СССР (с 1958). Член Правления Союза писателей РСФСР (1968—1971). Ответственный секретарь Иркутской писательской организации (1969—1972). Член КПСС (с 1943).

## Биография
Родился 17 мая 1921 года в селе Анцирь Енисейской губернии. Окончил среднюю школу № 9 в Иркутске. В годы Великой Отечественной войны служил в армии. В 1947 году демобилизовался в звании майора и вернулся в Иркутск.
В 1968—1970 был членом Правления Союза писателей РСФСР.
В 1969—1972 годах был Ответственным секретарём Иркутской писательской организации.
Избирался депутатом Иркутского городского и областного Совета депутатов, был директором Восточно-Сибирского книжного издательства.
Скончался 26 марта 1992 года в Иркутске.

## Творчество
Начал печататься в 1952 году.
Первая книга  — сказки для детей «Медведь-садовник» вышла в 1958 году.
Автор романов «Живые и мёртвые», «Море в ладонях», «Эстафета», военных воспоминаний «Полевая сумка», сказок, рассказов и повестей для детей. 

## Избранная библиография
- Медведь-садовник: Сказки для детей. — Иркутск: Кн. изд-во, 1958. — 28 с. — 100000 экз.
- Живые и мёртвые: Роман. — Иркутск: Вост.-Сиб. кн. изд-во, 1965. — 598 с. — 100000 экз.
- Море в ладонях: Роман. — Иркутск: Вост.-Сиб. кн. изд-во, 1969. — 427 с. — 50000 экз.
- Эстафета: Роман. — Иркутск: Вост.-Сиб. кн. изд-во, 1982. — 320 с. — 50000 экз.[3]

## Награды
- Орден Красного Знамени
- Орден Отечественной войны I степени (дважды)
- Орден Отечественной войны II степени
- Орден Красной Звезды
- медали

## Память
- В Иркутске на доме, где жил Лев Кукуев, в память о нём установлена мемориальная доска[4].